# 精密鋳造
精密鋳造（せいみつちゅうぞう）とは鋳造法の種類のひとつ。一般的にロストワックス精密鋳造法のことをいうが、コーティングを繰り返すシエルタイプと固形鋳込みがある。広義では石膏鋳造、シェルモールド法も含まれる

## 歴史
ワックスを使用する鋳造は古代エジプトで開発され中国を経て奈良時代にもたらされた。天然の蜜蝋を使用するもので非常に手間と時間を要した鋳造法で、古くは仏像の鋳造などに多用された。近年合成ワックスの研究が発達し工業的に普及が進んだ。

## 製法
製品模型をワックスで作成し（量産の場合には金型を用いて専用の射出成形機を用いる）、鋳型造型後ワックスを溶かし（ロストワックス）出し、焼成して鋳型を完成させる。鋳型の製造方法によって各種の精密鋳造法が存在する。ワックスのほかに水銀やプラスチックを使う特殊な場合もある。複雑形状製品の応需に備えて通常技法に加えて減圧吸引法(CLA)・真空吸引法(CLV)等の新技術の応用も顕著である。最新技術として、チタン精密鋳造法の開発がある。
また凝固時に温度勾配をつけることで結晶の方向を揃えたり単結晶の状態で凝固させる場合もある。

## 特徴
鋳型が一体で、鋳物の合わせ部分が無く、寸法精度が高く誤差範囲は0.05～0.1mmで、かつ凹凸は10～20μm程度で鋳肌は極めて滑らかである。

## 主たる製品
- ジェットエンジン
- ロケットエンジン部品
- タービン
- ターボチャージャー
- 排気マフラー
- ゴルフクラブ（チタンヘッド）